# Kutscher

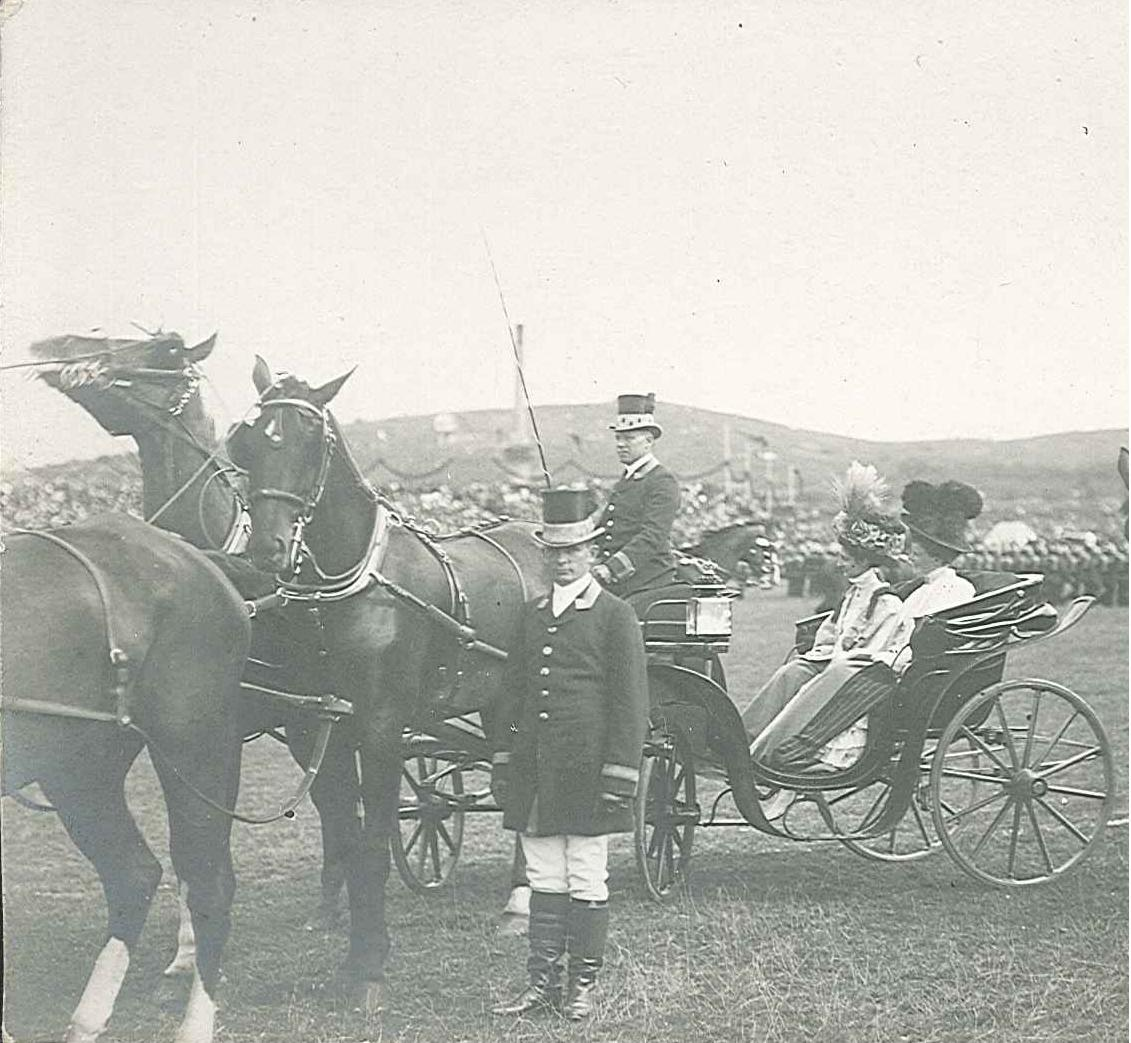
Württembergischer Hofkutscher und Vorreiter in Hofuniform bei einer Parade in Stuttgart, 1909

Der Kutscher ist der Fahrer eines Pferdewagens oder einer Kutsche.
Dieser Begriff steht für den Fahrer aller Arten von Pferdewagen (für Personen, Post, Ladungen jeder Art). Bis zur Einführung des Kraftfahrzeugs verstand man unter dem Kutscher vor allem den im häuslichen Dienst stehenden Fahrer. In wohlhabenden Häusern gab es Angestellte, die nur als Kutscher dienten. In den bescheideneren Haushalten war der Kutscher oftmals zugleich der Pferdewirt bzw. Stallknecht. Auch die Wagenführer einer Pferdebahn wurden mitunter Kutscher genannt.
Eigenkutscher war eine regionale Bezeichnung für einen Kutscher mit eigenem Pferdegespann und Wagen, der im Auftrag Transporte entgeltlich durchführte. Es ist eine frühe Form des Transportunternehmers.
Die Führer eher langsamer Gefährte zum Warentransport (Karren) werden Fuhrmann oder Kärrner genannt.
Heute werden die Führer der Gespanne im Fahrsport oftmals Kutscher genannt; sie selbst nennen sich (Gespann-)Fahrer.